# Sankt Margarethen bei Knittelfeld

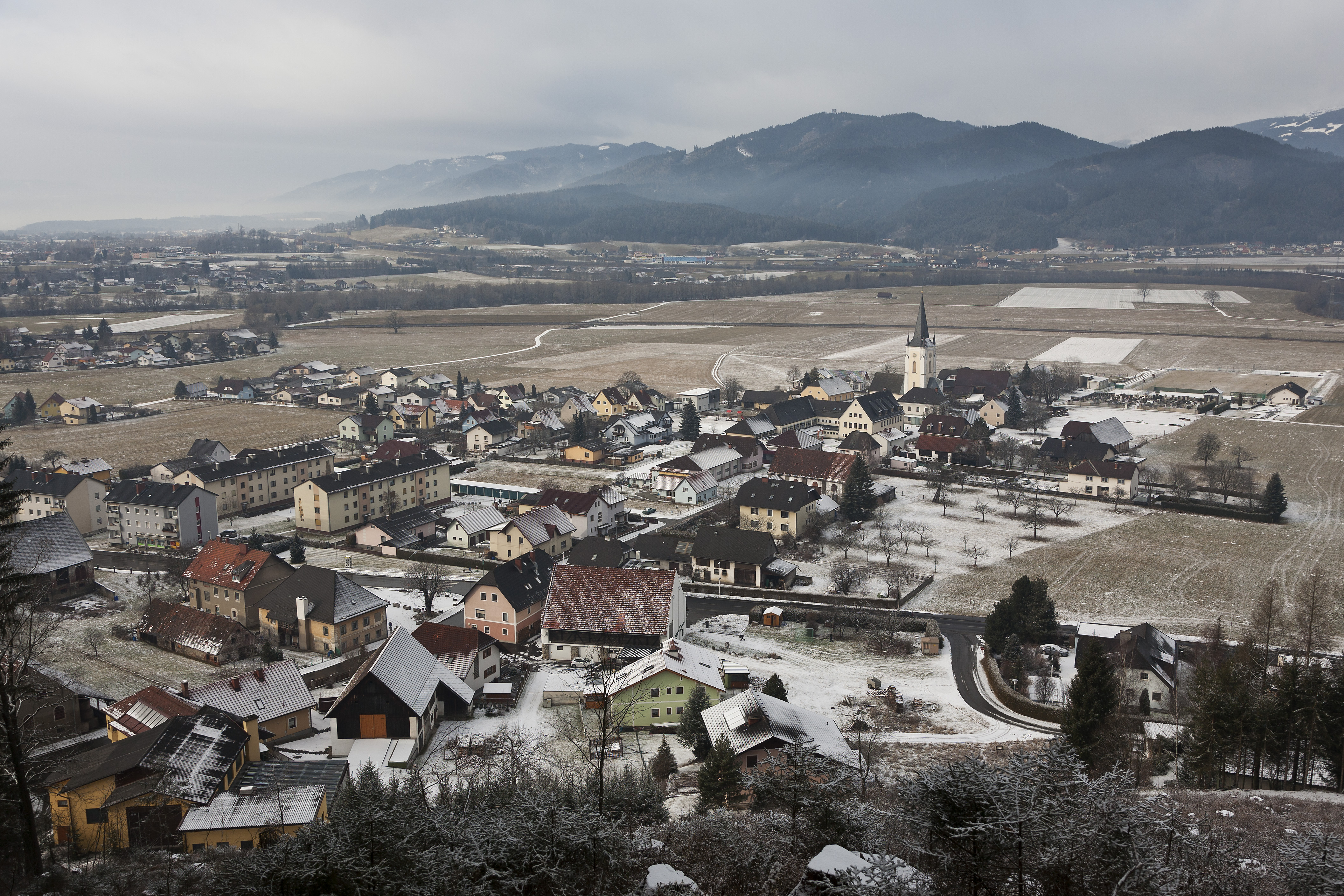
Sankt Margarethen bei Knittelfeld vom Kalvarienberg

Sankt Margarethen bei Knittelfeld ist eine Gemeinde mit 2625 Einwohnern (Stand 1. Jänner 2024) im Bezirk Murtal und Gerichtsbezirk Judenburg in der Steiermark. Im Rahmen der steiermärkischen Gemeindestrukturreform wurden mit 1. Jänner 2015 die Gemeinden Sankt Lorenzen bei Knittelfeld und Rachau eingemeindet.

## Geografie
Sankt Margarethen bei Knittelfeld ist eine Schwemmkegelsiedlung in der Obersteiermark südlich der Mur und südöstlich der Stadt Knittelfeld.

### Gemeindegliederung
Die Gemeinde gliedert sich in zwanzig Ortschaften (Einwohner Stand 1. Jänner 2024):
- Fötschach (31)
- Glein (124)
- Gobernitz (164)
- Gottsbach (10)
- Kroisbach (63)
- Leistach (6)
- Mitterbach (135)
- Obermur (15)
- Pichl (20)
- Preg (59)
- Preggraben (94)
- Rachau (293)
- Ritzendorf (13)
- Sankt Benedikten (19)
- Sankt Lorenzen bei Knittelfeld (481)
- Sankt Margarethen bei Knittelfeld (829)
- Sankt Margarethen bei Knittelfeld Sdlg (97)
- Schütt (4)
- Ugendorf (164)
- Untermur (4)

Die Gemeinde besteht aus acht Katastralgemeinden (Fläche Stand 31. Dezember 2023):
- Glein (4.692,13 ha)
- Mitterbach (2.143,69 ha)
- Pichl (775,03 ha)
- Preg (2.096,36 ha)
- Rachau I (1.707,37 ha)
- Rachau II (1.946,65 ha)
- St. Lorenzen (720,79 ha)
- St. Margarethen (738,23 ha)

### Nachbargemeinden
Je zwei der neun Nachbargemeinden liegen im Bezirk Voitsberg (VO) bzw. im Bezirk Leoben (LN), eine weitere im Bezirk Graz-Umgebung (GU).
| Sankt Marein-Feistritz | Kraubath an der Mur (LN)                    | Sankt Stefan ob Leoben (LN) |
| Kobenz Knittelfeld     | Kompassrose, die auf Nachbargemeinden zeigt | Übelbach (GU)               |
| Lobmingtal             | Maria Lankowitz (VO)                        | Kainach bei Voitsberg (VO)  |

## Geschichte
Der Ort war Teil der 1122 entstandenen Mark Steiermark, die 1180 als Herzogtum Steiermark von Bayern getrennt wurde. Ab 1192 wurde das Gebiet durch die Babenberger in Personalunion zwischen Österreich und der Steiermark regiert. Von 1282 bis 1918 stand das Gebiet unter der Herrschaft der Habsburger.
1849/50 wurde die politische Gemeinde Sankt Margarethen errichtet.
Am 6. November 1918 kam Sankt Margarethen bei Knittelfeld als Teil der Steiermark zur Republik Deutsch-Österreich. Nach dem Anschluss Österreichs 1938 an das Deutsche Reich kam die Gemeinde zum Reichsgau Steiermark. 1945 bis 1955 war sie Teil der britischen Besatzungszone in Österreich.

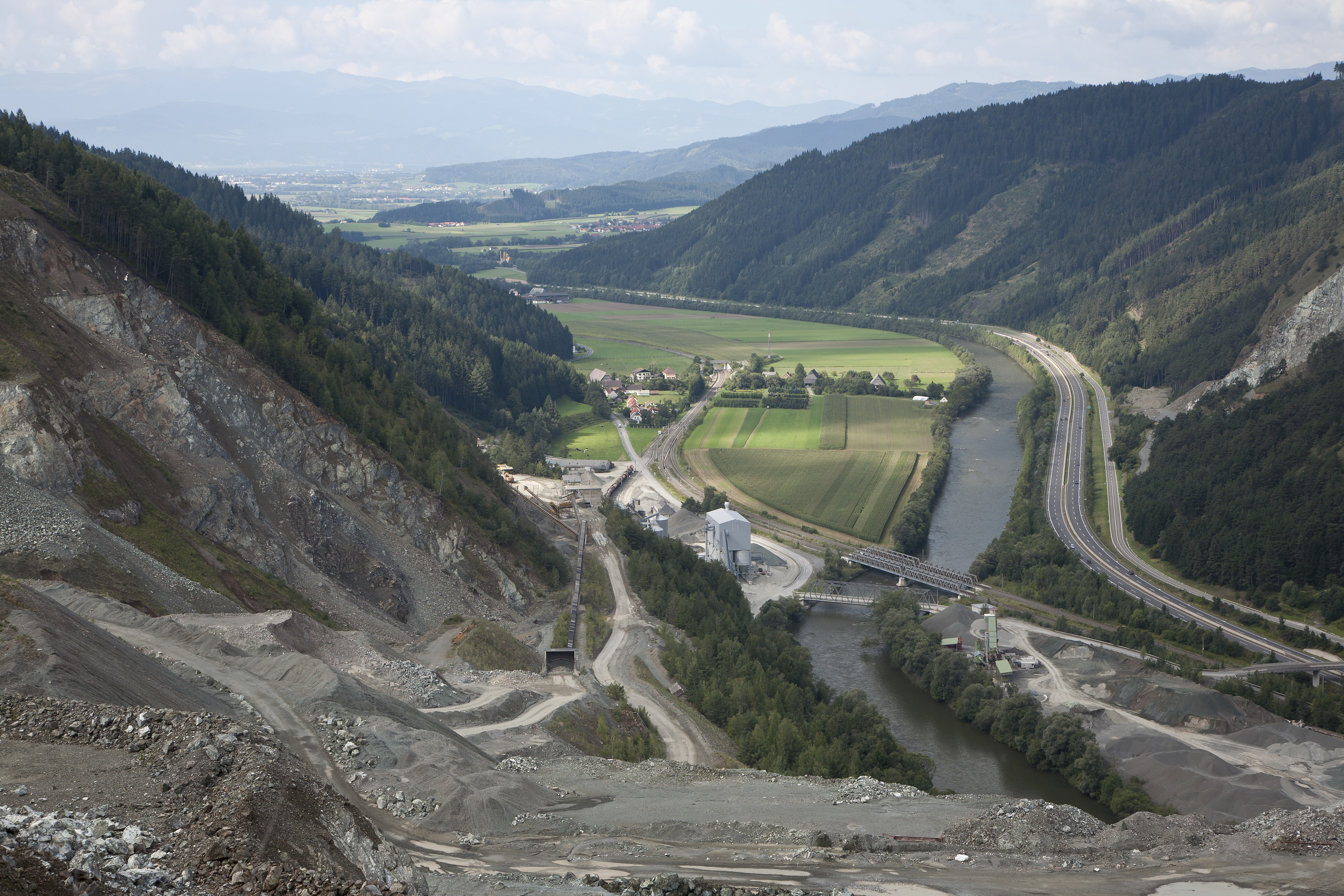
Blick auf den Ort Preg und das Murtal

### Bevölkerungsentwicklung

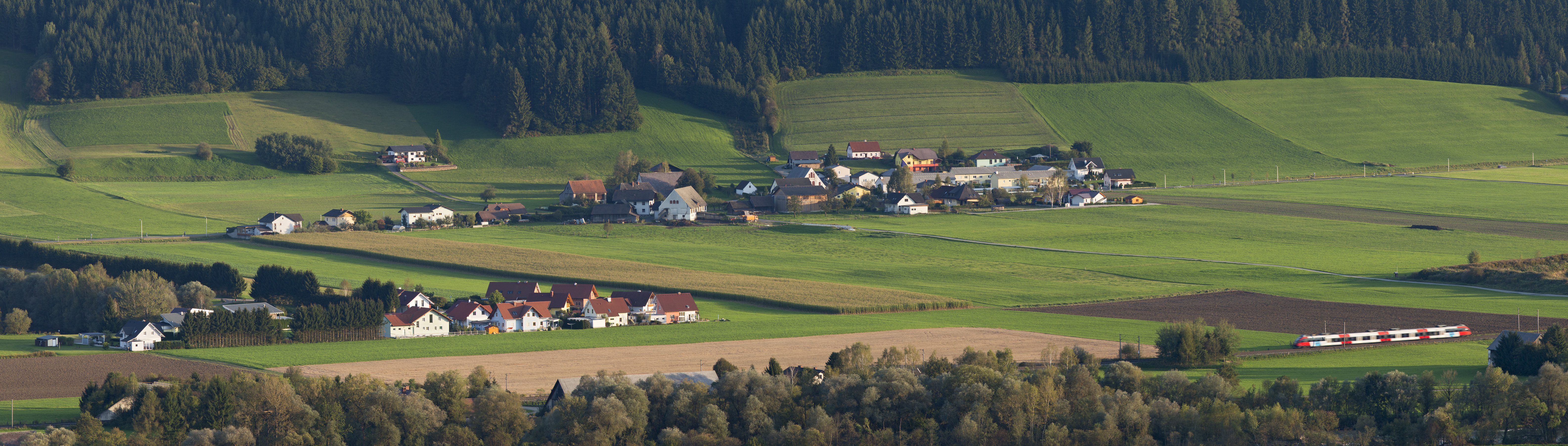
Ugendorf von Norden

## Kultur und Sehenswürdigkeiten

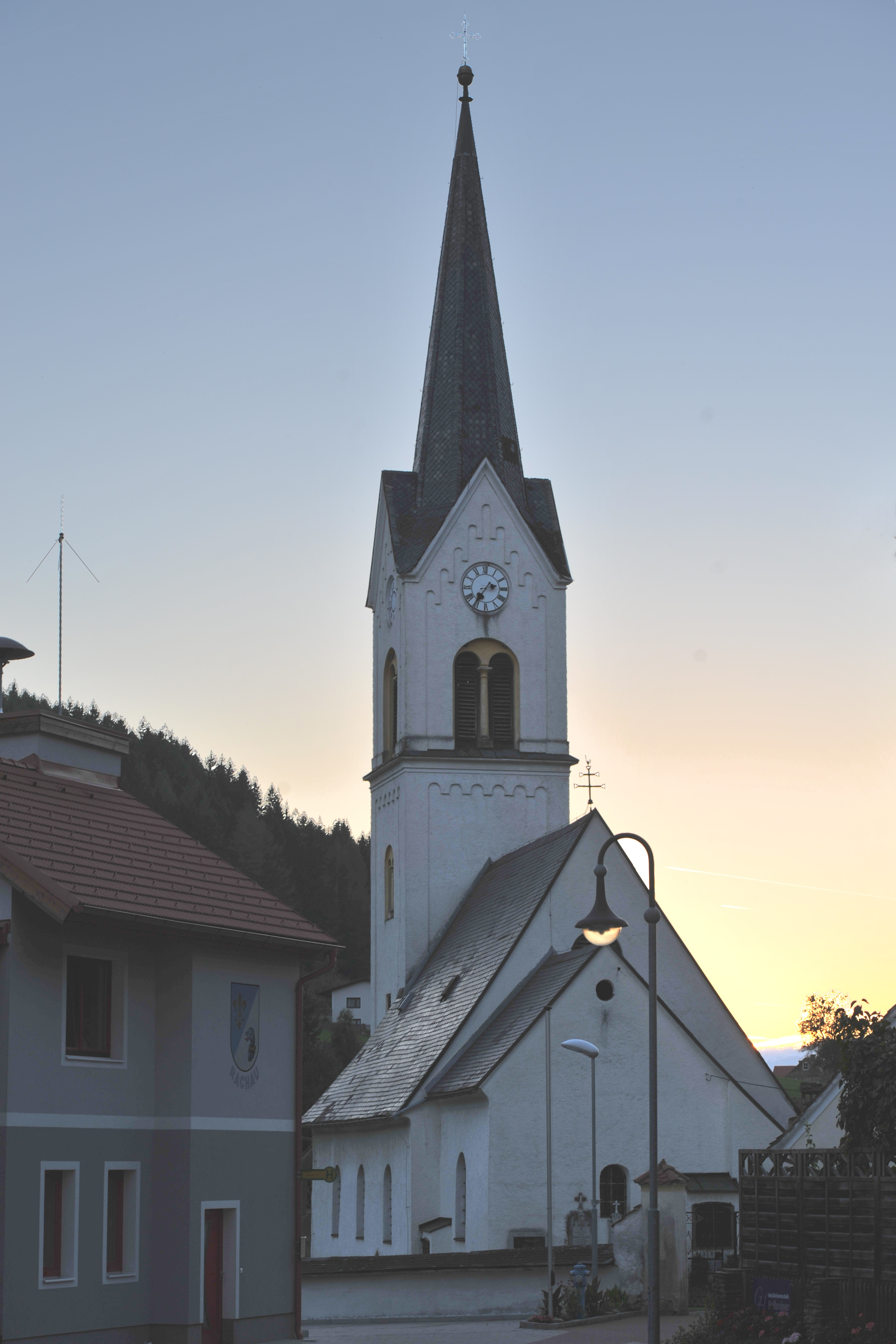
Pfarrkirche Rachau

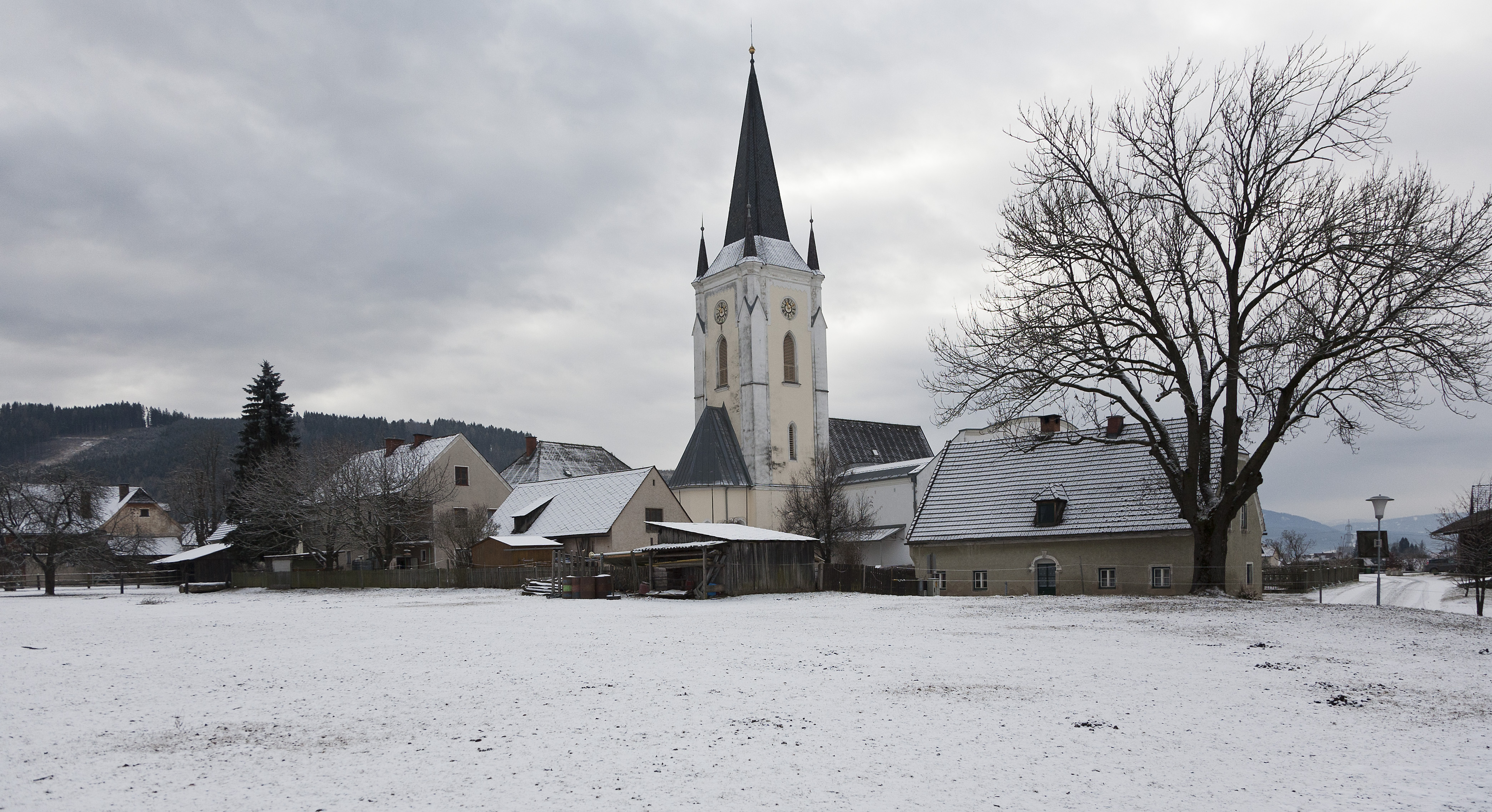
Pfarrkirche Sankt Margarethen bei Knittelfeld

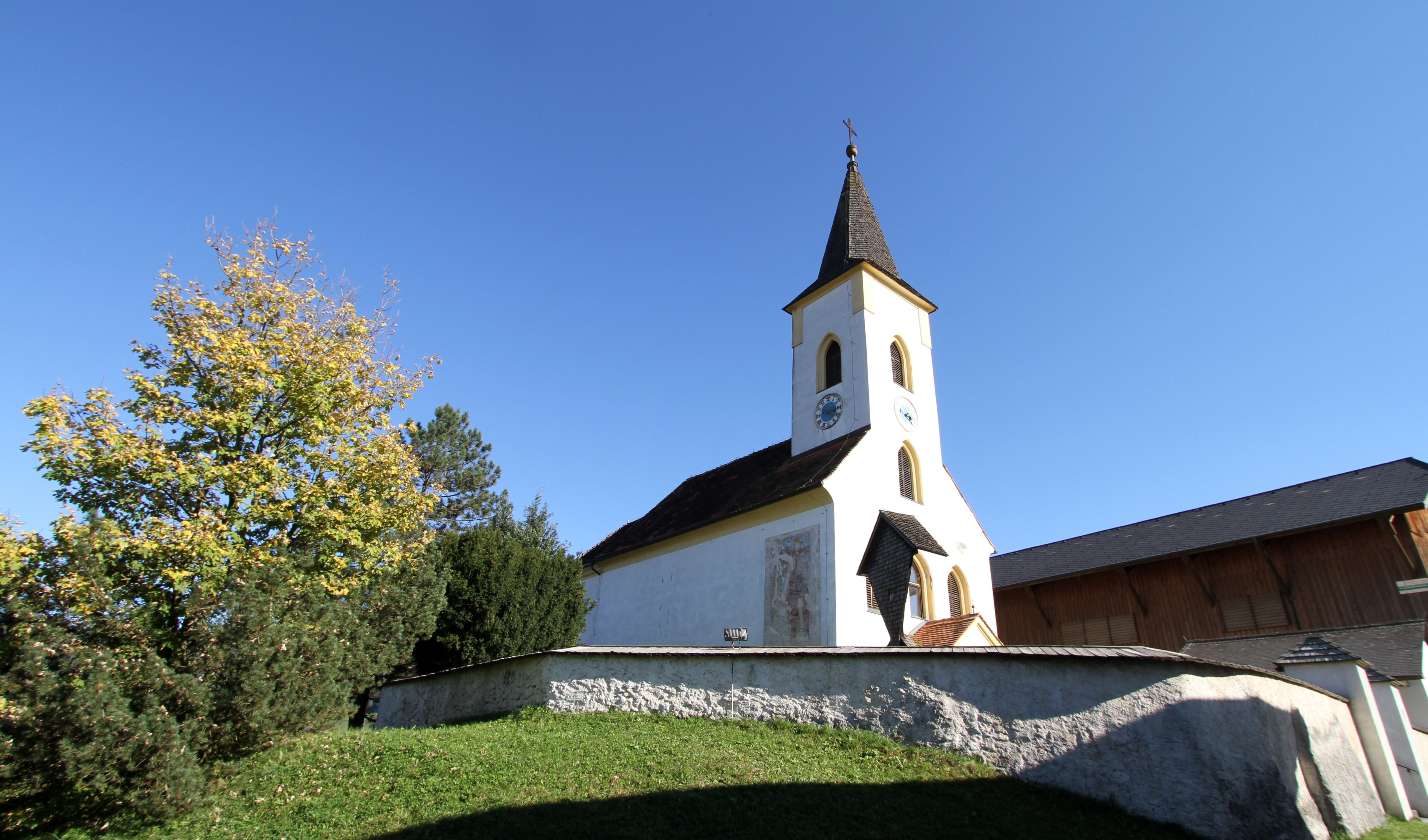
Pfarrkirche Sankt Lorenzen bei Knittelfeld

- Katholische Pfarrkirche Sankt Margarethen bei Knittelfeld
- Katholische Pfarrkirche Sankt Lorenzen bei Knittelfeld
- Katholische Pfarrkirche Rachau hl. Oswald
- Am 2. Oktober 1993 wurde in der Gemeinde ein Biotop mit einer Festveranstaltung eröffnet und mit der Verleihung des Umweltschutzpreises des Landes Steiermark gewürdigt. Seit dieser Zeit bietet der Ort einerseits einen Lebensraum für viele Tiere und Pflanzen aber auch ein Erholungsgebiet für Menschen.
- Seit 2009 führt der Wipfelwanderweg Rachau auf den Gobernitzberg.

## Wirtschaft und Infrastruktur

### Tourismus
Seit 2017 gehört Sankt Margarethen gemeinsam mit den Gemeinden Spielberg, Zeltweg, Seckau, Gaal, Sankt Marein-Feistritz, Lobmingtal und Kobenz zur Tourismusregion Tourismus am Spielberg, die ihren Bürostandort direkt am Red Bull Ring hat.

### Schottersee
2012 wurde der kleine See vom Projekt Spielberg (Dietrich Mateschitz) übernommen und als Freizeitbetrieb unter der Marke Grüne Lagune betrieben. Der Badeteich hat laut Eigenaussage Wasserqualität 1 (Trinkwasser), bot ein verpachtetes Restaurant und Möglichkeiten für Freizeitsport.
Im März 2018 wurde publik, dass der Eigner wenig Interesse zeigt, den Freizeitbetrieb in der Saison Sommer 2018 wieder zu öffnen, nachdem sich der Pächter des Restaurants zurückzogen hatte. Dem Bürgermeister wäre der Weiterbetrieb jedoch ein Anliegen gewesen.

## Politik
Der Gemeinderat hat 15 Mitglieder.
- Mit den Gemeinderatswahlen in der Steiermark 2015 hatte der Gemeinderat folgende Verteilung: 8 SPÖ, 5 ÖVP, 1 FPÖ und 1 Jugendvolkspartie-Sonja.[7]
- Mit den Gemeinderatswahlen in der Steiermark 2020 hatte der Gemeinderat folgende Verteilung: 9 SPÖ, 5 ÖVP und 1 FPÖ.[8]
- Seit den Gemeinderatswahlen in der Steiermark 2025 hat der Gemeinderat folgende Verteilung: 9 SPÖ, 4 ÖVP und 2 FPÖ.[9]

### Bürgermeister
- seit 2015 Erwin Hinterdorfer (SPÖ)[10]

### Wappen

Wappen der Vorgängergemeinden
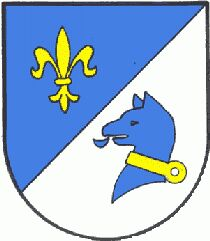
Rachau
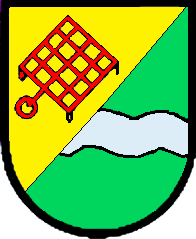
Sankt Lorenzen bei Knittelfeld

Die Verleihung des Gemeindewappens erfolgte mit Wirkung vom 1. Mai 1980. Die Blasonierung (Wappenbeschreibung) lautet:
„In einem silbernen Schild wachsend pfahlweise zwei rote Ruder im Schildfuß zwischen drei roten langgestielten Hämmern; die aneinanderstoßenden Hämmer selbst reichen bis zur Schildmitte und bilden einen Balken, über dem ein herschauender grüner Drache durch ein schwarzes Halsband und eine schwarze Kette in der Mitte des oberen Schildrandes angekettet ist.“
Wegen der Gemeindefusionierung verloren alle Wappen der Vorgängergemeinden mit 1. Jänner 2015 ihre offizielle Gültigkeit.
Die Wiederverleihung von unverändertem Gemeindewappen und Beschreibung für Sankt Margarethen erfolgte mit Wirkung vom 20. März 2016.